# Kings Bay-affären

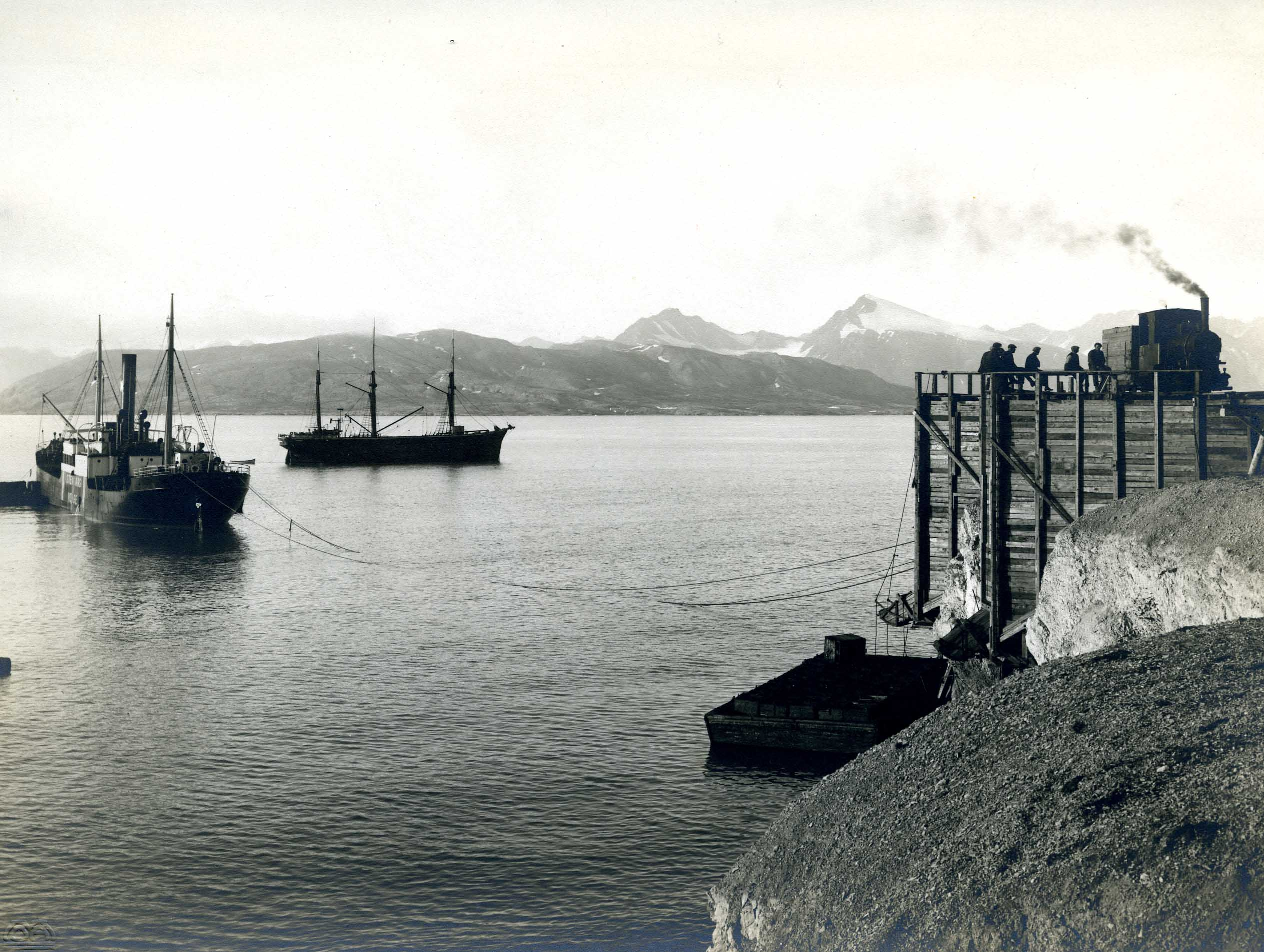
Lastning av kol för Kings Bay Kull Compani i Ny-Ålesund

Kings Bay-affären var en politisk affär som kulminerade 1963 och ledde till att den norska regeringen under Einar Gerhardsen avgick. Det ledde fram till en samlad icke-socialistisk koalitionspolitik i Norge, och att Norge för första gången efter 1945 fick en borgerlig regering. Affären ses som en dramatisk episod i Norges historia och som början till slutet för Gerhardsens år vid makten och den socialdemokratiska dominansen.
I Kings Bay på Spetsbergen bedrev norska staten sedan 1933 ett kolgruveföretag med bas i Ny-Ålesund. Gruvbrytningen återupptogs efter ett uppehåll under den tyska ockupationen under andra världskriget. Åren 1945-1963 dog 64 arbetare vid tre större olyckor. Den största inträffade genom en explosion i Estergruvan den 5 november 1962. En kommission lämnade en rapport till Stortinget 1963 som pekade på flera brister i ledningen av gruvan. Kommissionen kom bland annat fram till brister av den då sittande industriministern Kjell Holler. Oppositionen krävde Hollers avgång men Einar Gerhardsen menade att regeringen inte var ansvarig då verksamheten var ett företag och inte en statlig institution. Den borgerliga oppositionens kritik kom nu att handla om konstitutionen och en maktförflyttning från den lagstiftande makten till den utförande i Norge. 
Detta ledde fram till ett misstroendevotum utifrån tesen att om aktieägare kan avsätta ett företags styrelse måste ansvar utkrävas av en regering för misskötsel av ett bolag ägt av staten. Då blocken hade lika många röster kom utfallet att avgöras av Sosialistisk Folkeparti som hade två mandat och som röstade med de borgerliga. Den borgerliga regeringen som tillkom under John Lyng var den första icke-socialistiska regeringen i Norge efter andra världskriget men bara efter några veckor återtog Arbeiderpartiet och Einar Gerhardsen regeringsmakten efter ett nytt misstroendevotum.